# Jesús Carranza, Chiapas
Jesús Carranza är en ort i Mexiko.   Den ligger i kommunen Sabanilla och delstaten Chiapas, i den sydöstra delen av landet, 700 km öster om huvudstaden Mexico City. Jesús Carranza ligger 452 meter över havet och antalet invånare är 816.
Terrängen runt Jesús Carranza är bergig åt sydost, men åt nordväst är den kuperad. Runt Jesús Carranza är det ganska tätbefolkat, med 93 invånare per kvadratkilometer. Närmaste större samhälle är Amatán, 17,9 km väster om Jesús Carranza. I omgivningarna runt Jesús Carranza växer i huvudsak städsegrön lövskog.